# George Owen (fabrikant)
 Der er flere personer med dette navn, se George Owen.
George Charles Owen (29. november 1816 – 8. august 1874) var en dansk erhvervsmand, bror til Frederick Owen.
Han var søn af Joseph Owen og Susanne Christine von der Pahlen. Mens den yngre bror Frederick fik ledelsen af Fredens Mølle betroet, var George Owen den drivende kraft bag oprettelsen af Aldersro Bryggeri og Aldersro Teglværk. Han havde i 1856 købt et betydeligt jordareal på hjørnet af Jagtvej og Lyngbyvej skråt over for Store Vibenshus. Her blev der anlagt et stort teglværk, og da Owen vurderede, at der her var gode betingelser for ved siden af det at oprette et bayersk øl-bryggeri udstedte firmaet Joseph Owen & Sønner den 29. november 1859 en indbydelse til tegning af 260.000 Rdl. i 1300 aktier à 200 Rdl., og den 4. januar 1860 konstitueredes selskabet.
Der var dog kun tegnet 200.000 Rdl., men deraf lod man sig ikke standse. Man håbede på den samme gode lykke for det nye selskab, som Fredens Mølles fabrikker havde haft. Den ordning, som dette havde, blev væsentlig kopieret, idet dog Joseph Owen & Sønner, der tog sin store risiko i foretagendet, men også sin væsentlige del af udbyttet, blev gjort til selskabets direktion. Der kom imidlertid intet overskud. Foretagendet lykkedes ikke, og aktieselskabet blev i september 1869 opløst. Joseph Owen & Sønner overtog det med samtlige aktiver og passiver for 174.867 Rdl. Bryggeriet blev ført videre med George Owen som direktør. Ved hans død 1874 overtog Frederick Owen ledelsen.
23. januar 1850 ægtede han en engelsk dame, den i London fødte Elisabeth Harriet Crowe (20. maj 1828 – 26. april 1856). Efter hendes død indgik han anden gang ægteskab den 18. juni 1857 med den også i London fødte Martha Summers (2. april 1828 – ?)